# Xian de Heping
Pour les articles homonymes, voir Heping.
Le xian de Heping (和平县 ; pinyin : Hépíng Xiàn) est un district administratif de la province du Guangdong en Chine. Il est placé sous la juridiction de la ville-préfecture de Heyuan.

## Démographie
La population du district était de 469 682 habitants en 1999.